# Tatuagem
Tatuagem (in italiano: Tatuaggio) è una canzone scritta dal cantautore brasiliano Chico Buarque e dal regista Ruy Guerra per la loro opera teatrale Calabar: o Elogio da Traição, scritta nel 1973.
La prima dell'opera teatrale, prevista per il 1974, fu censurata per sei anni dalla Dittatura militare brasiliana, e pertanto debuttò solo all'inizio degli anni '80. Tuttavia, nonostante la censura, Buarque riuscì a pubblicare la colonna sonora nello stesso album Chico Canta nel 1973. Il nome dell'album, che avrebbe dovuto essere come lo stesso dell'opera, finì per essere intitolato "Chico Canta".

## Storia e significato
(da Tatuagem, Chico Buarque)
Il testo è stato scritto dall'io narrante di una donna, profondamente innamorata di un uomo, che aveva il desiderio di rimanere nel corpo del suo amante come se fosse il suo tatuaggio.

## Altre versioni
Una delle più riconosciuta è la versione di Elis Regina inclusa nell'album Falso Brilhante, pubblicato nel 1976. Nel 1990, Maria Bethânia incise il brano nel suo Simplesmente. Nel 1999, Tânia Alves incise il brano con una versione bolero nll'album Coração de Bolero. Nel 2005,  Gil incise "Tatuagem" nell'album  O Canto da Sereia.